# Sikar

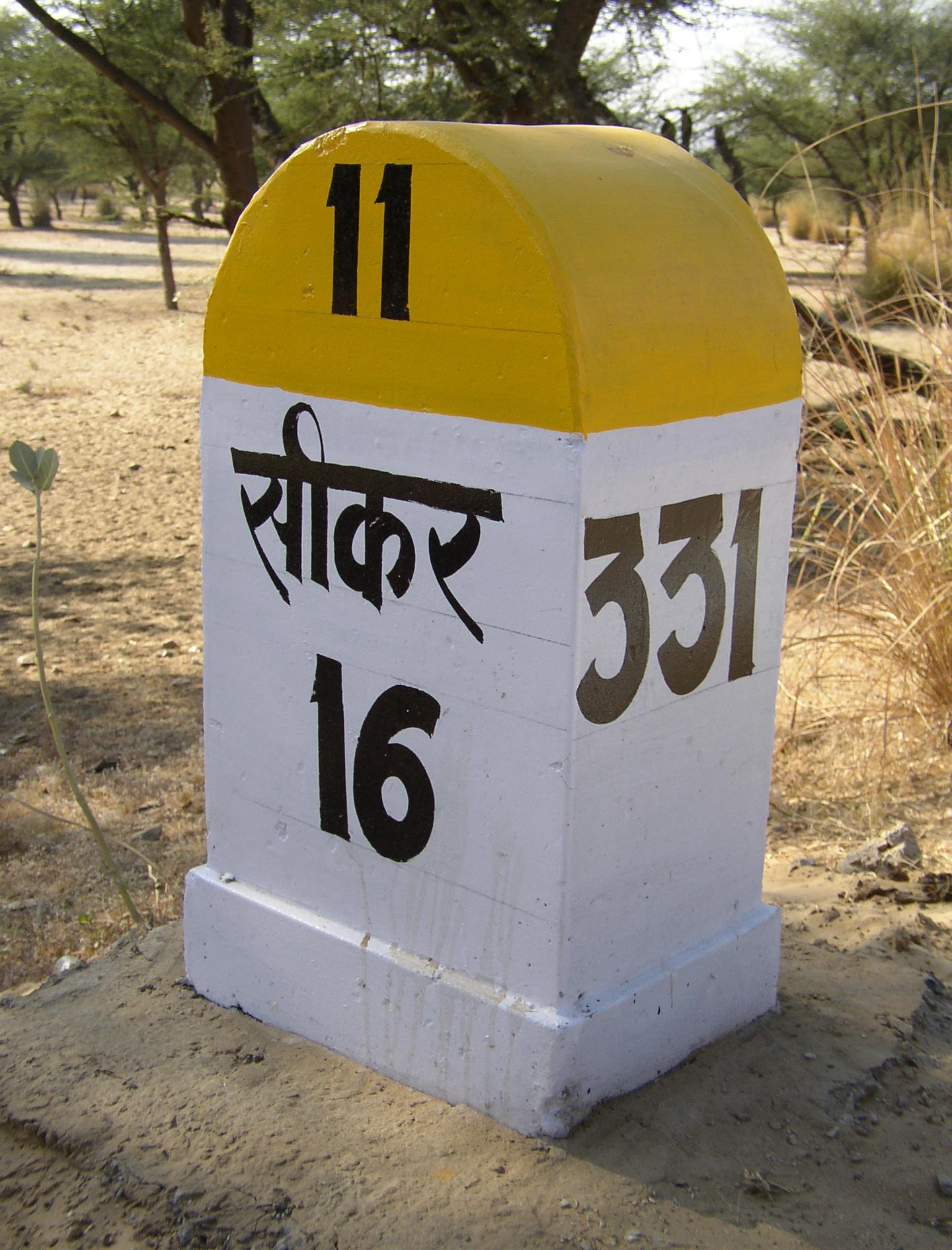
Kilometerstein „Sikar 16 km“

Sikar (Hindi: सीकर, Sīkar) ist eine Stadt (Municipal Council) im indischen Bundesstaat Rajasthan.
Sikar ist Hauptort des gleichnamigen Distrikts und hat etwa 240.000 Einwohner (Volkszählung 2011). Die Stadt liegt auf einer Höhe von 429 Meter, 110 Kilometer nordwestlich von Jaipur an der nationalen Fernstraße NH 11 nach Bikaner.
Die Stadt wurde im 17. Jahrhundert gegründet und rechtwinklig nach dem Vorbild von Jaipur von Rajputen des regionalen Shekhawat-Clans angelegt und besitzt eine Stadtmauer. Anfang des 19. Jahrhunderts ließ der Regent von Sikar, Rao Raja Laxman Singh, das Laxmangarh-Fort errichten, eine wehrhafte Burg auf einem Felshügel oberhalb der gleichnamigen Stadt, 25 Kilometer nördlich von Sikar.
12 Kilometer entfernt liegt das Dorf Harshanath mit einem Shiva-Tempel aus dem 10. Jahrhundert in schlechtem Zustand, von dem sich einige Skulpturen im Museum von Sikar befinden.